# インド水塔
インド水塔（いんどすいとう）は、神奈川県横浜市中区山下町の山下公園内にある、インド式の水飲み場の遺構である。横浜市認定歴史的建造物に認定されている。

## 経緯
横浜とインドの交流は開港後の19世紀から始まり、インド商人は山下町に商館を構え絹織物の輸出などを行っていた。しかし、1923年（大正12年）9月1日に関東大震災が発生し、横浜在住のインド人も28人が亡くなり、山下町も壊滅的となった。横浜市民は被災インド人の救済の為、住宅の手当てなどに力を注いだ。1930年（昭和5年）に瓦礫処分場として埋め立てられた場所の上に山下公園が開園。そして1939年（昭和14年）に、横浜市民への感謝と同胞の慰霊のために在日インド人協会が山下公園内に建立し、横浜市に寄贈したのがこのインド水塔である。
設計は鷲巣 昌、施工は清水組（現・清水建設株式会社）。
老朽化、近年の台風で屋根の一部が破損が進んでおり、2022年秋〜2023年3月に横浜市により改修工事
が行われた。四隅の植え込みは、このタイミングでインド国旗を模した色の花を植えることになったらしい。改修工事後、ずっとサフラン・白・緑の横三色である。

## 建築様式
設計は横浜市の第四代目建築課長で同潤会アパートにも携わった 鷲巣昌であり、イスラム教の寺院モスクの中庭にあるハウズ（泉亭）を想起させる珍しいスタイルのモニュメント。イスラム風、インド風、日本風が混在したデザインが特徴的で、東京の築地本願寺を思わせるような形であるとの評もある。横浜市認定歴史的建造物。

## 交通
インド水塔まで 　 (山下公園の西端に近い）
- 最寄りのバス停　大さん橋入口から徒歩2分。
- 横浜高速鉄道みなとみらい線　日本大通り駅から徒歩8分。

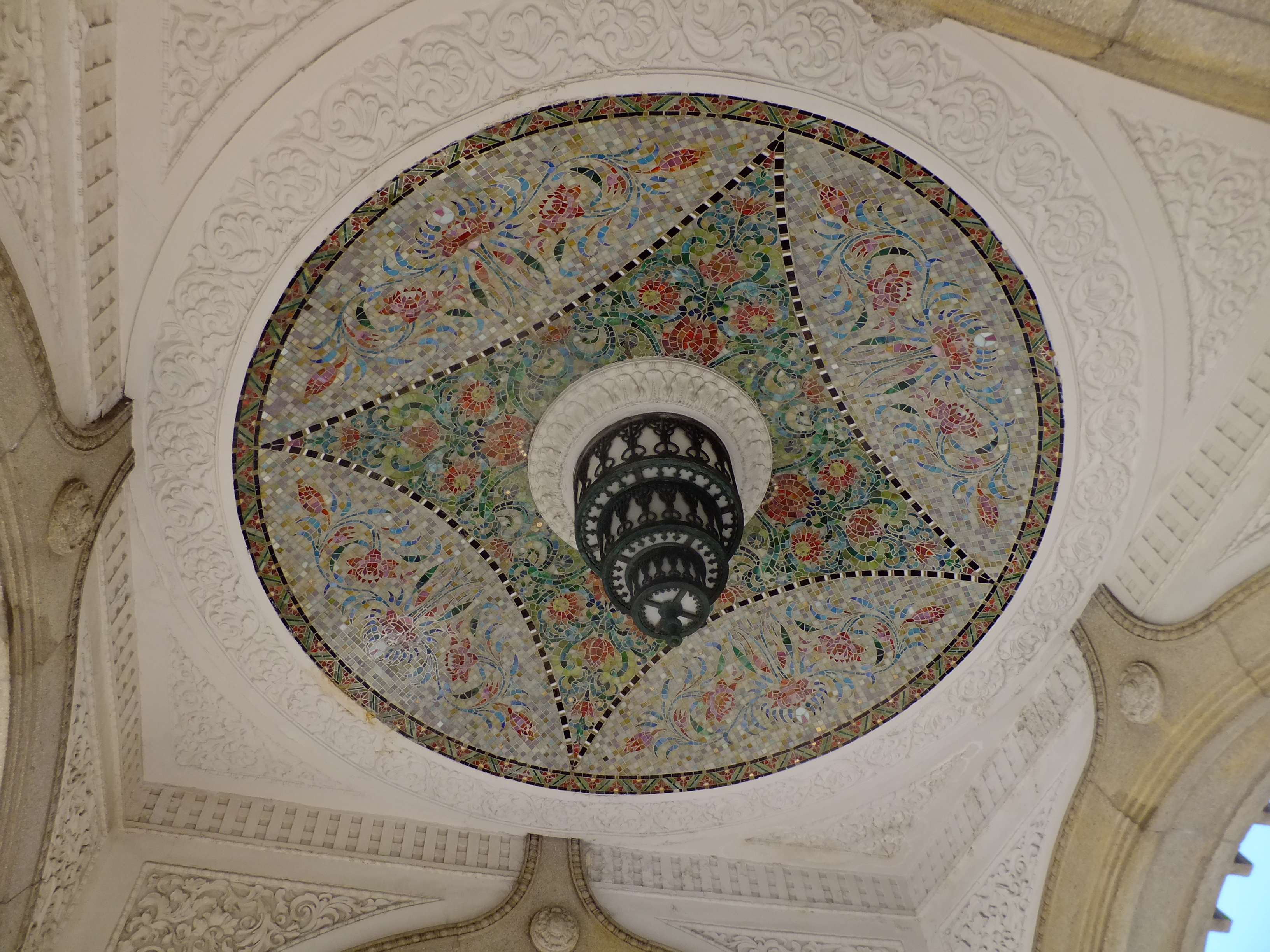
インド水塔の内部の天井モザイク

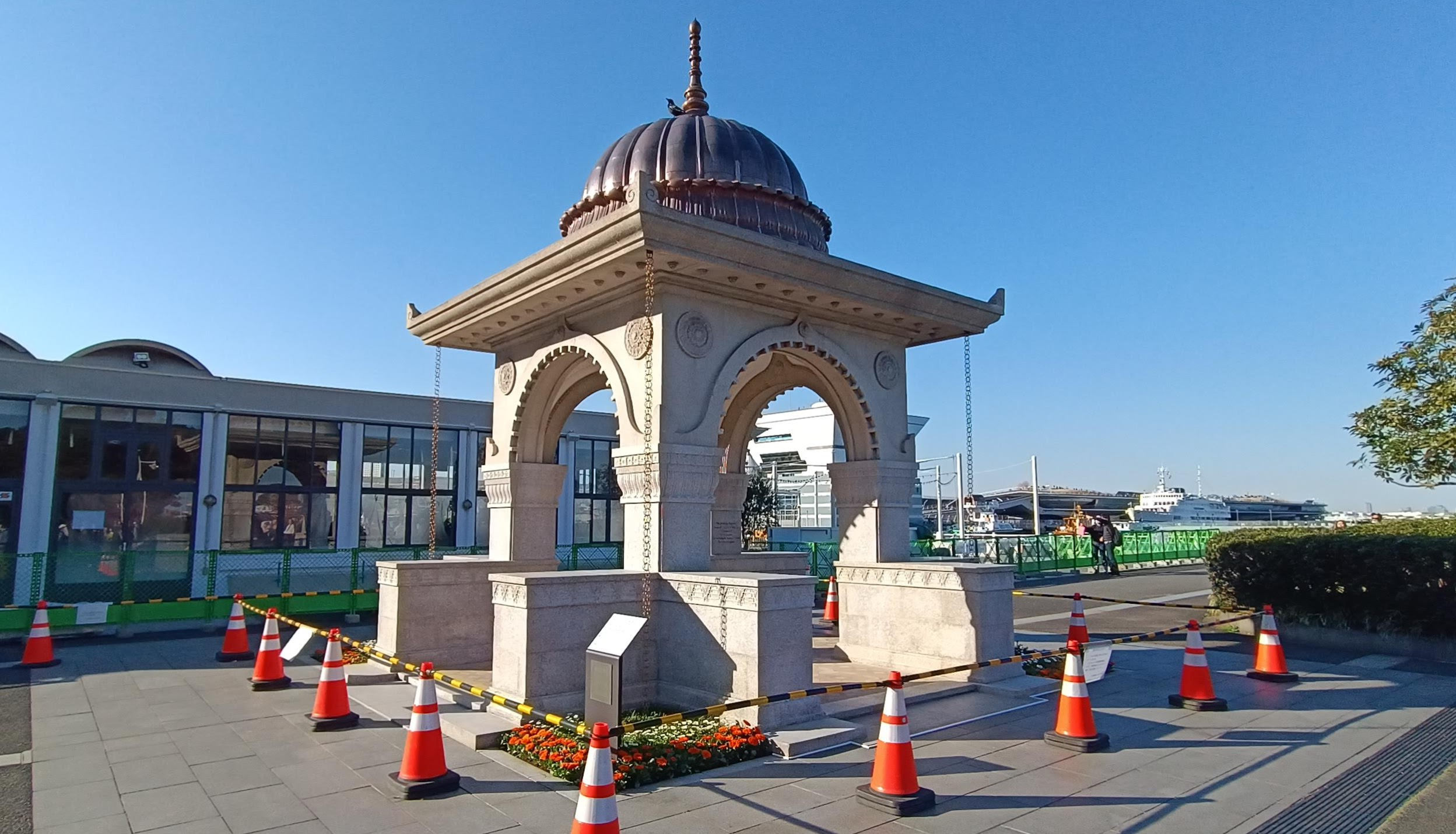
2023年3月 改修工事後